# Кирил Рашков
Кирил Рашков е престъпен лидер, нашумял със своя сенчест бизнес, и неформален лидер на създадената от него партия „Свободна България“. Известен е с прозвището Цар Киро, тъй като се е самообявил за лидер на циганите в България. До 1989 г. получава 7 присъди с наказание от общо над 30 години затвор, а след 10 ноември 1989 г. е амнистиран и впоследствие са му налагани предимно административни наказания. Главно с неговото име са свързани безредиците в село Катуница през септември 2011 г., след които е задържан, осъден и прекарва в затвора над 2 години.

## Биография
Кирил Рашков е роден в 1942 година в село Миравци, Гевгелийско, в анексираната по това време от България Вардарска Македония, в калдарашко семейство. Кирил Рашков дълги години твърди за себе си, че е роден в пловдивския квартал „Столипиново“ и е най-малкото от 8-те деца на лице, известно като ромския цар Гого.
Сключва брак с жена на име Костадинка, родом от Северна България.
През 1984 година е арестуван за притежание на злато и валута, иззети са му над 2 милиона лева, след което е изпратен като криминален престъпник в Затвор – Белене. До 1990 година Кирил Рашков има общо 7 присъди, за които е осъден на общо 30 години затвор. След 10 ноември 1989 година е освободен и отваря завод за алкохол „Цар Гого“ край Катуница. През 1993 година е арестуван за производство на фалшив алкохол, а от складовете му са иззети 126 тона спирт, 140 кашона с ракия-менте, 200 000 празни бутилки и 14 машини за бутилиране. Рашков излиза от ареста под гаранция от 10 000 долара.
През 1998 година Рашков основава партия „Свободна България“, която печели общински съветници в Стара Загора и Пазарджик. Същата година трима подчинени на Кирил Рашков са задържани и осъдени за поставяне на експлозив пред редакцията на вестник „Труд“. През 2001 година Кирил Рашков и семейството му купуват над 100 декара земя в землището на Катуница и построяват няколко вили. Заради незаконно придобити имоти, общински терени и незаконни постройки влиза в конфликт с кметицата на Катуница София Христева, която организира подписка сред съселяните си и сигнализира с жалби компетентните органи. През 2010 година пред дома ѝ е хвърлена бомба самоделка. Тя обвинява Кирил Рашков, че е подбудител на деянието.
На 17 юли 2005 година е намерена мъртва в семейната му къща Геновева Рашкова – съпруга на един от внуците му. През 2008 година ВиК Пловдив излиза с информация, че Кирил Рашков от Катуница, е най-големият длъжник сред битовите клиенти дружеството. През 2009 година е разбит цех за производство на алкохол на Кирил Рашков в Катуница и са иззети 1 тон спирт и 800 тона меласа. На 24 август 2010 година в Централни гробища в Пловдив е съборен незаконен навес на гроба на сина му Иван, който умира от рак през 2008 година.
През 2010 година Асеновградският районен съд осъжда на една година лишаване от свобода условно с три години изпитателен срок Георги Рашков, внук на Кирил Рашков, за хулиганство и заплаха за убийство на журналиста от PRO.BG Емил Кацаров. Журналистът е отвлечен в дома на Кирил Рашков и в присъствието на местни полицаи е малтретиран.
Според някои информации, след парламентарните избори през 2009 г. на които Рашков е подкрепил спечелилата формация, същият е получил официално удостоверение за членство в ГЕРБ.
Умира на 1 април 2021 година в дома си в Катуница.

## Безредици в село Катуница
На 23 септември 2011 година приближени на Кирил Рашков прегазват и убиват 19-годишния местен жител Ангел Петров, докато развежда кучето си и пред погледа на баща му. Починалият е внук на бившата кметица на селото София Христева. Следва погром над имотите на Кирил Рашев, след които той дава редица изявления пред медиите: „Ние имаме много имоти, дано и тях да ги опожарат, за да може след това да стане... Вие знаете какво ще стане. Направете всичко възможно да спрат.“ В интервю за 24 часа казва: „Който ме нападне, ще му отрежа главата. Ще се защитавам с каквото мога. Със зъби, ако трябва. Аз гардове не искам, искам да си продължа нормалния живот. Нямам намерение да правя конфликти. Ние сме миролюбив народ... Ако трябва, ще строя 5000 души циганска войска да ме пази.“
Според БНТ събитията са повод, за да започне имотна проверка на състоянието на Кирил Рашков. Според министър-председателя Бойко Борисов, в интервю за сутрешния блок на bTV от 26 септември, такива проверки срещу Кирил Рашков са започнали 10 дни преди събитията в Катуница, но не дава никакви подробности.
На 28 септември 2011 г. главният секретар на МВР Калин Георгиев съобщава, че предната вечер Кирил Рашков е задържан. Повдигнати са му обвинения за закана за убийство, отправена към лице от село Катуница.